# أوجوستو مونتيروسو
أوجوستو مونتيرروسو (بالإسبانية: Augusto Monterroso)‏ ‏ كاتب غواتيمالي، ولد في 21 ديسمبر 1921 في تيغوسيغالبا. واشتهر مونتيروسو بمجموعاته القصصية القصيرة مثل الديناصور وهي من أقصر القصص القصيرة التي تتألف فقط من سبعة كلمات وأيضا المجموعة القصصية الحكايات والخرافات المختصرة. وتوفي في 7 فبراير 2003 في مدينة مكسيكو.

## حياته
ولد أوجوستو مونتيرروسو في 21 من ديسمبر عام 1921 في مدينة تيجوسيجالبا وهي عاصمة هندوراس. وبعد ذلك استقرت عائلته في جواتيمالا وهو في الخامسة عشر من عمره، ومنذ عام 1944 استقر نهائيا في المكسيك بسبب أهداف سياسية.
على الرغم من أنه ولد في جواتيمالا، مونتيرروسو قد كتب تقريبا كل أعماله في المكسيك حيث أُجبر على النفي في 1944 بسبب نشاطاته السياسية ضد ديكتاتورية خورخيه أوبيكو. عاد إلى وطنه خلال فترة الحكم الديموقراطية ل خوان خوسيه أريبالو (1950-1945)، وبعد ذلك، في ظل نظام خاكوبو أربينث (1954-1950)، قام بخدمة دبلوماسية في بوليفيا· وبسقوط بوليفيا بعد غزو أمريكا الشمالية (noveló) (18.2.1)، استقال عن منصبه ولجا إلى تشيلى لمدة عامين واستقر نهائيا في المكسيك في عام 1956· وخلال الفترة الأخيرة كان زميلا ل ألفونسو رييس أوتشوا “مقالي وروائي ومفكر ودبلوماسي مكسيكي“ في الكلية المكسيكية (14.1.1) وهناك كوّن صداقة مع خوان خوسيه أريولا(19.2) وكتاب آخرين؛ وهذه التجربة تركت به أثرا هاما ومفيدا، فقد تعلم فن القراءة، حب الكلاسيكيات “حب كل ما هو قديم“ والوصول إلى الكمال في الشكل أو تكوين النثر· قد شغل العديد من المناصب في المجلات الصحفية ودور النشر، شغل أيضا منصب أستاذ جامعي، مديرا لبعض الورش الأدبية وكمساهم في نشر بعض الأعمال الأدبية· وروائي وكتب العديد من المقالات، بدأ في نشر مقالاته في بداية عام 1959، وهو العام الذي نشر فيه أول طبعة من عمله الشهير أعمال كاملة و (قصص أخرى)، ومجموعة من الروايات المتعاقبة أو المتتالية التي ساهمت في تحديد هويته الروائية (وفي ملاحظة الصفات الأساسية الخاصة بطريقة سرده) وهي: نثر موجز، مختصر، تبدو بسيطة ولكن بالطبع ذات مرجعية ثقافية، أيضا بارع بجدارة في محاكاة السخرية، الكاريكاتير (وهو فن ساخر من فنون الرسم) وأيضا فيما يسمى بالكوميديا السوداء.
تيتو، هكذا كان يناديه المقربون له، توفي الأديب الكبير بسبب توقف في القلب في 7 من فبراير في عام 2003. ولقد كان متزوجا بالكاتبة باربارا جاكوبس وهي لبنانية الأصل.

## العمل والنقد
يعد من أهم معلمين الخيال المصغر، المختصر، ذات النهج الموضوعي المعقد والساحر مستخدما رؤية استفزازية للعالم
في الكون وأسلوبه في السرد يطرب القراء الأكثر طلبا له. (استبدل الأسماء مستخدما اختصاراتها بدلاً عنها كما لو كانت عادة) كان دائما يستخدم الاختصارات بدلاً عن الأسماء. ومن كتبه البارزة: النعجة السوداء ومزيد من الخرافات (1969)، حركة دائمة(1972)، رواية و الباقي هو الصمت (1978)، رحلة إلى مركز الخرافة (الأسطورة) محادثات (1981)، الكلمة الساحرة (الخيالية) (1983)، الحرف e: مشاهد من إحدى اليوميات (1987). في عام 1998 نشر مجموعته المقالية البقرة.
و من أشهر مؤلفاته عندما استيقظت وجدت الديناصور ما زال هنا فهي كانت تعتبر القصة الأكثر اختصارا في الأدب العالمي حتى ظهور المهاجرللكاتب لويس فيليب لوميلي. ولقد صرح مونتيرروسو عن الديناصور قائلا«إن تفسيرات هذه القصة غير نهائية مثلها مثل الكون نفسه».
اعتمد في بعض أعماله على فكرة الأسطورة فهي من وجهة نظرة أنها علاقة ذات افتراء محض فهي تستبدل كل ما هو أساسي بما هو كاذب وخاطئ.
تكلم مونتيروسو في قصصه ومقالاته عن الدراما والمآسي الصغيرة الخاصة بالإبداع الأدبي. لم تكن وجهة نظرة الأدبية سراً أبداً عن قرائه. منذ عام 1959 عندما بدأ في نشر كتابه الأول كان أبطال أعماله الأدبية الفردية متنوعين بين الكتاب والأدباء –بشر وحيوانات– ؛ ويحوي كتابه الثالث مقالاته المختصرة إلى جانب الأقوال المأثورة والحكايات وانشغل في هذا الكتاب بعرض مشاكل الحياة والمهام الأدبية. بالطبع، من يقرأ الأربع أعمال الأولى له: الأعمال الكاملة (
ترجمت أعماله إلى الإنجليزية، الألمانية، البولندية، الإيطالية، البرتغالية····· واللاتينية.

## أعماله
- - أعمال كاملة و (قصص أخرى) (1959)
- - النعجة السوداء ومزيد من الخرافات(1969)
- - حركة دائمة(1972)
- - والباقي هو الصمت (1978)
- - رحلة إلى مركز الخرافة (الأسطورة) (محادثات، 1981)
- - الكلمة الساحرة (الخيالية) (1983)
- - الحرف e: مشاهد من إحدى اليوميات (1987)
- - الباحثين عن الذهب (سيرة ذاتية،1993)
- - البقرة (مقالات، 1996)
- - طيور من أمريكا الشمالية (مختارات، 1998)
- - الأدب والحياة (قصص ومقالات 2001)

## جوائز
في عام 1970 فاز بجائزة ماجدادوناتو ، في عام 1975 فازت مجموعة من أعماله الأدبية المختارة بالجائزة الفرنسية اكزافييه فياروتيا، وفي عام 1988 تسلم جائزة اجويلا اثتيكا وذلك نظرا لمجهوداته ومساهمته في الثقافة المكسيكية. في عام 1997 أهدته (قدمت له) وزارة الثقافة والرياضة في جواتيمالا، اعترافا له بالجميل، الجائزة الوطنية للأدب ميجل إنخل أستورياس. في عام 2000 حصل على جائزة الأمير أستورياس للأدب الإسبانية تقديرا لمسيرته (على مجمل أعماله).
كما حصل في عام 1988 م على أعلى وسام أدبي من الحكومة المكسيكية. يكتب في اللغة الإسبانية وترجمت قصصه إلى اللغة الإنجليزية واللغات العالمية الأخرى. اشتهر لكتابته أقصر قصة في العالم -قصة الديناصور- ومحتواها هو
 وتعني (عندما أفاق، كان الديناصور هناك).

## روابط خارجية
- أوجوستو مونتيروسو على موقع IMDb (الإنجليزية)